# Kirby: Planet Robobot
Kirby: Planet Robobot (с англ. — «Кирби: Планета Робобот») — компьютерная игра из серии Kirby жанра платформер, разработанная HAL Laboratory и выпущенная Nintendo для портативной консоли Nintendo 3DS. По сюжету Кирби защищает планету Поп Звезда (англ. Pop Star) от инопланетной корпорации, известной как Рабочая Компания Халтманна (англ. Haltmann Works Company), которая хочет механизировать планету, чтобы разграбить ее природные ресурсы. Новинкой серии в этой игре стала способность Кирби использовать механический костюм, известный как Доспех Робобота (англ. Robobot Armor), для решения головоломок и борьбы с врагами.
Игра выпущена в Японии 28 апреля 2016, в Северной Америке и Европе 10 июня 2016 года, а также в Австралии 11 июня 2016 года. Как и в предыдущей игре на 3DS — Kirby: Triple Deluxe, в этой игре содержатся две расширенные мини-игры — Team Kirby Clash Deluxe и Kirby’s Blowout Blast, появившихся в Nintendo eShop в качестве самостоятельных игр в апреле 2017 года и июле 2017 года соответственно. Игра получила положительные отзывы критиков. Похвалы удостоены саундтрек, графика, игровой процесс и новые возможности, включая Броню Робобота и её механику. Однако отсутствие сложности в игре было подвергнуто критике.

## Игровой процесс
Kirby: Planet Robobot придерживается аналогичного с предыдущей игрой на Nintendo 3DS — Kirby: Triple Deluxe стиля игры. Это платформер, в котором игрок управляет Кирби и имеет возможность переключения между 2D плоскостями.. В игру возвращены традиционные способности, получаемые от поглощённых врагов, а также появляются три новых — Доктор (англ. «Doctor»), Яд (англ. «Poison») и ESP (психокинетическая способность).. В игре присутствует возможность использования фигурок Amiibo, наделяющих Кирби специальной способностью. Например, фигурка Марио дарует герою способность Огонь а фигурка Линка — способность Меч. Новой фишкой игры является возможность для Кирби оснастить себя роботизированными органами, соорудив Доспех Робобота, с помощью которых он может летать, уничтожать определённые препятствия, поднимать тяжёлые предметы и побеждать крупных врагов. Как и Кирби, доспех может сканировать способности врагов и получать на их основе усиленную вариацию способности, используемой для уничтожения врагов и решения головоломок. На каждом уровне скрыты Кодовые Кубы, которые необходимы для продвижения и разблокирования бонусных уровней и коллекционных наклеек, которые можно использовать для настройки Доспеха Робобота Кирби

### Мини-игры
Игра включает в себя многопользовательский режим под названием Team Kirby Clash, в котором четыре игрока могут взять с собой на вооружение различные способности и силы, напоминающих классы персонажей в большинстве ролевых игр, и объединяться для борьбы с крупными боссами, зарабатывая опыт. Игроки зарабатывают очки опыта и повышают уровень, когда игроки завершают миссии. Kirby 3D Rumble — однопользовательская игра, в которой Кирби должен путешествовать по 3D-плоскости, вдыхать воздух и стрелять в волны врагов как можно быстрее и сильнее. Завершение основной игры открывает два дополнительных режима; Meta Knightmare Returns, в которой игроки проходят за Мета Рыцаря усложнённую основную игру и Арена, где игроки сражаются с боссами имея ограниченные средства лечения. В игре также есть поддержка услуг StreetPass и Miiverse. Существует также более сложный вариант Арены, известной как Настоящая Арена, в которой игроки сражаются за Кирби с боссами из мини-игры Meta Knightmare Returns и новым секретным боссом.

## Сюжет
Массивный космический корабль под названием Проходной Ковчег (англ. Access Ark) размером с планету осуществил захват и подверг механизации родной мир Кирби, планету Поп Звезда. Король Дидиди и Мета Рыцарь пытаются оказать сопротивление, но замок Дидиди и корабль Алебарда (англ. The Halberd) разрушают мощные лазеры. Задача по спасению планеты возложена на Кирби, который проспал вторжение, и теперь он должен всё исправить.
На протяжении игры Кирби уничтожает пять чужеродных баз, служащих вторгшемуся кораблю в качестве ног. Одновременно, он сталкивается с инопланетной девушкой по имени Сьюзи, которая объясняет, что она собирает ресурсы для президента Халтманна (англ. President Haltmann), её босса. Кирби также заполучает Доспех Робобота, обладающий мистической силой костюм с адаптированными возможностями, увеличивающий силу обладателя. По пути герой сражается с Меха Рыцарем (англ. Mecha Knight) (механизированным Мета Рыцарем) и несовершенными клонами Дидиди.
В конечном счёте Кирби сталкивается с президентом Максом Профиттом Халтманном внутри его Проходного Ковчега, который следит за выполнением бизнес-плана посредством супер-компьютера под названием Звёздный Сон (англ. Star Dream). Халтманн бросает вызов Кирби, натравливая на него личного робота, но терпит поражение. Халтманн намеревается использовать компьютер для устранения Кирби, но его предаёт Сьюзи, которая намерена продать машину другим компаниям. Звёздный Сон выходит из строя и атакует девушку. Компьютер объявляет, что все органические формы жизни являются препятствиями в бизнес-плане процветания Халтмана. Президент воссоединяет своё сознание со Звёздным Сном, программируя машину таким способом, чтобы стать самосознанием. Машина отправляется из базы с целью межгалактического разрушения. Кирби воссоединяет Броню Робобота с отремонтированной Алебардой и уничтожает Звёздный Сон в космическом пространстве.
Звёздный Сон возрождается и берёт под свой контроль Проходной Ковчег, превращая его в живую компьютеризованную планету для продолжения борьбы. Как только Кирби разрушает броню, закрывавшую корабль, раскрывается истинная форма ковчега — это Комета Исполнения Желаний, использованная Марксом из игры Kirby Super Star. В выцветшем сознании Халтманна в пределах операционной системы Звёздный Сон выходит из-под контроля, но в конце концов уничтожается Кирби, который выпадает из Алебарды и уничтожает компьютер с помощью гигантского сверла. Робот жертвует собой и выкидывает героя на Поп Звезду, где машины, созданные Халтманном исчезают, возвращая Поп Звезду в первоначальное состояние.
Хотя этого не показывалось напрямую в катсценах, в описании во время паузы в игре и от слов директора игры на Miiverse было рассказано, как история развивалась.
Президент Халтманн был когда-то добрым генеральным директором, который открыл Звёздный Сон и Проходной Ковчег и работал над изготовлением машин. Однако произошла трагедия, в результате которой дочь президента — Сьюзанна Патрия Халтманн, была вовлечена в машинную катастрофу и отправлена в другое измерение. Преодолев огромную печаль, Халтманн попытался использовать Звёздный Сон, чтобы вернуть свою дочь, но похоже, это не сработало. Из-за постоянного использования машины Халтманн потерял свои воспоминания, в результате чего он забыл, что у него первую очередь была дочь. Сьюзи в конце концов совершила побег из другого измерения и присоединилась к Haltmann Works Co., пытаясь отомстить отцу.

### Дополнительная сцена
На заключительном этапе мини-игры Meta Knightmare Returns, в которой сюжет повествуется от лица Мета Рыцаря происходит другая концовка. После победы над Халтманном, Звёздный Сон назначает Мета Рыцаря своим администратором и повелевает ему доказать свою профпригодность, посылая против него клонов Тёмной Материи (англ. Dark Matter) (форма из игры Kirby's Dream Land 2) и Королевы Сектонии (англ. Queen Sectonia). После того, как оба клона повержены, через пространственно-временной отрезок появляется Галакта Рыцарь (англ. Galacta Knight), разрушает Звёздный Сон ударом меча и атакует Мета Рыцаря. Он снова терпит поражение. Мета Рыцарь оставляет за собой звание величайшего воина галактики.
В конце мини-игры Настоящая Арена Звёздный Сон повреждён Галакта Рыцарем, но не уничтожен и перевоплощается в Star Dream Soul OS, операционную систему которая обладает новыми и сильными атаками. Отключив её вместе с Алебардой, Кирби пытается использовать её Доспех Робобота для завершения уничтожения Звёздного Сна, но вместо этого она вдыхает гигантскую машину. Внутри Кирби находит сердце Галактической Новы, напоминающей события игры Kirby Super Star, за исключением того, что Кирби сражался пешком. Когда герой разрушает каждый из столбов, окружающих сердце, Халтманн кричит в агонии, а Звёздный Сон продолжает удалять его из своих систем. К тому времени, когда Кирби разрушает последний столб, Халтманн полностью устраняется, Звёздный Сон, теперь уже не сдерживаемый эмоциями, берёт под контроль сердце, чтобы напрямую сразится с Кирби. Побеждённый компьютер излучает серию энергетических волн (которые убивают Кирби при контакте, если у него нет почти полного здоровья), а затем распадается.

## Разработка
На ранней стадии разработки Kirby: Planet Robobot задумывалась в качестве сиквела Kirby: Triple Deluxe. В игре должна была присутствовать способность Гипернова, но в конце концов она была заменена Бронёй Робобота, чтобы избежать сходства со старой игрой.
Игра была впервые представлена в рамках Nintendo Direct 3 марта 2016 года. Было официально подтверждено, что вместе с игрой выйдет тематический набор фигурок Amiibo (включающий в себя Кирби, Короля Дидиди, Мета Рыцаря и Уоддл Ди (англ. Waddle Dee). Игра выпущена в Японии 28 апреля 2016 года и в остальном мире в июне 2016 года. Демоверсия игры была выпущена на Nintendo eShop 21 июля 2016 года.
После выпуска оригинальной игры было объявлено на Nintendo Direct в апреле 2017 года, что две мини-игры Kirby: Planet Robobot будут выпущены как самостоятельные игры в честь 25-летнего юбилея Кирби. Первая, выпущенная в апреле 2017 года — Team Kirby Clash Deluxe, которая расширяет элементы action-RPG мини-игры с дополнительными уровнями и функциями. Загрузка игры бесплатна, хотя внутриигровая валюта может быть куплена с помощью микротранзакций. Вторая игра, выпущенная в июле 2017 года, — Kirby’s Blowout Blast 3D-платформер, основанный на игре Kirby 3D Rumble.

## Критика
| Сводный рейтинг       | Сводный рейтинг |
| Агрегатор             | Оценка          |
| --------------------- | --------------- |
| GameRankings          | 83,62 %         |
| Metacritic            | 81/100          |
| Иноязычные издания    |                 |
| Издание               | Оценка          |
| Destructoid           | 7/10            |
| EGM                   | 9/10            |
| Game Informer         | 8/10            |
| GameRevolution        | 4/5             |
| GameSpot              | 8/10            |
| IGN                   | 8/10            |
| Nintendo Life         | [ 23 ]          |
| Nintendo World Report | 9/10            |
| Polygon               | 8/10            |
| Shacknews             | 8/10            |
| USgamer               | 4/5             |
| GTM                   | 8/10            |

Kirby: Planet Robobot получила положительные отзывы критиков. Игра имеет общую оценку 81 из 100 на агрегаторе Metacritic на основе 65 отзывов. Рецензент Gamespot поставил игре 8 баллов из 10, отметив хороший геймплей, дизайн уровней, персонажей, визуальные эффекты, саундтрек и дополнительные режимы, но раскритиковав её за низкую сложность. Рецензент IGN Брендан Гребер оценил Kirby: Planet Robobot в 8 баллов. Он положительно отметил умные головоломки, битвы с боссами, геймплей за Робобота и дополнительные режимы, но критиковал игру за низкую сложность и механику блока. Он заключил: «Kirby: Planet Robobot, возможно, не самый сложный платформер, но умелое сочетание роботизированных разрушении, великолепных экологических головоломок и уникальных боссов даёт на выходе великолепную развлекательную поездку».
Рецензент Destructoid Крис Картер дал игре 7 из 10, заявив: «пусть робо-тематика не до конца раскрыта, Plat Robobot — это всё ещё старая-добрая игра про Кирби. Многие элементы истории кажутся вторичными, но за почти 25 лет они не утратили своей актуальности». Рецензент Олли Бардер из Forbes дал игре положительную оценку, сравнив её с аниме Gurren Lagann.
По состоянию на июнь 2016 года в Японии было продано 300 479 копий игры. К концу марта 2017 года общий объём продаж достиг 1,36 млн копий.

## Заметки
1. ↑  Известная в Японии как Hoshi no Kirby Robobo Planet (яп. 星のカービィ ロボボプラネット Хоси но Ка:би: Робобо Пуранэтто, «Звезда Кирби: Планета Робобо»)
2. ↑  Известная в Японии под названием Minna de ! Kābī Hantāzu Zuī (яп. みんなで!カービィハンターズＺ Минна Дэ!: Ка:би: Ханта:дзу Z, «Со всеми! Охотники Кирби Z»)
3. ↑  Известная в Японии под названием Kābī no Suikomi Daisakusen (яп. カービィのすいこみ大作戦 Ка:би: но Суйкоми Дайсакусэн, «Вдыхательная Стратегия Кирби»)